# Phrynichus (treurspeldichter)
Phrynichus (Oudgrieks: Φρύνιχος / Phrynichos) was een Atheense treurspeldichter uit het einde van de 6e en het begin van de 5e eeuw v.Chr..
Volgens de Suda behaalde hij zijn eerste overwinning in 511 v.Chr. en hij zou voor het eerst vrouwelijke rollen op het toneel hebben gebracht, die overigens door een gemaskerde mannelijke acteur werden gespeeld. Voor de inhoud van zijn stukken liet hij zich vaak wellicht rechtstreeks inspireren door eigentijdse gebeurtenissen. Daarvan getuigen zijn  Μιλήτου Ἅλωσις (Verovering van Milete, uit 494 v.Chr.), een stuk waarvoor hij een boete opgelegd kreeg, ‘’omdat hij aan recente rampen had herinnerd’’, én zijn  Φοίνισσαι (Phoenicische Vrouwen, die de weg bereidde voor Aeschylus Perzen. De Phoenicische Vrouwen werd opgevoerd voor de Grote Dionysia van 476 v.Chr., en Themistocles was Phrynichus' choreeg.
Er zijn echter ook enkel titels bekend van stukken met een mythologisch onderwerp, onder meer Antaeus, Alcestis en Actaeon.
Phrynichus werd in de oudheid geroemd om de schoonheid van zijn koorlyriek en de inventiviteit van zijn choreografie. De weinige bewaarde fragmenten getuigen van een voorliefde voor metaforen. Aristophanes stond vol bewondering voor Phrynichus.
 Portaal Oudheid · Athene · Geschiedenis van Griekenland · Geschiedenis van Athene
- Gemeinsame Normdatei: 119269422
- Nationale Bibliotheek van Polen: a0000003656493
- Nederlandse Thesaurus van Auteursnamen: 069888868
- LIBRIS: 196572
- Virtual International Authority File: 32802824